# Christoph von Schack
Adam Reimar Christoph von Schack, auch Adam Reimer Christoph von Schack (* 9. August 1780 in Groß Raden, heute Ortsteil von Sternberg; † 14. August 1852 in Vevey), war ein mecklenburgischer Gutsbesitzer und Diplomat.

## Leben
Christoph von Schack entstammte dem mecklenburgischen Zweig des lüneburgischen Uradelsgeschlechts der Herren von Schack und war ein Sohn des mecklenburgischen Kammerherrn Ulrich Friedrich Johann Gottlieb von Schack (1751–1823) auf Groß Raden und dessen Frau Elisabeth Benedicta Maria von Koppelow (1762–1829). 
Er besuchte das Pädagogium in Halle/Saale und studierte Rechtswissenschaften. 1802 trat er als Auditor in den Staatsdienst von Mecklenburg-Schwerin. Er wurde 1805 Kanzleirat und 1807 Justizrat. 1819 ernannte ihn Friedrich Franz I. zum Vizedirektor der großherzoglichen Justizkanzlei in Schwerin.
Ab 1821 kümmerte er sich um die Verwaltung seiner Güter Groß Raden (bis 1836), Brüsewitz (erworben 1818) und Zülow (geerbt 1823). Von 1822 bis 1827 war er Vize-Landmarschall für den Mecklenburgischen Kreis. Von Ende 1828 bis 1836, 1839/40 und 1846 bis 1848 vertrat er beide Mecklenburg (Mecklenburg-Schwerin und Mecklenburg-Strelitz) als Gesandter beim Bundestag des Deutschen Bundes in Frankfurt am Main.
Seit 1811 verheiratet mit Wilhelmine Catharina Henriette, geb. Kossel (* 10. März 1792 in Groß Voigtshagen, heute Ortsteil von Dassow; † 3. Juli 1869 in Schwerin). Das Paar hatte zwei Söhne: Adolf Friedrich von Schack (1815–1894), der in den 1840er Jahren seinem Vater als Legationssekretär beigeordnet war, und Rudolf von Schack (1825–1906) auf Brüsewitz, Vater von Ulrich von Schack.

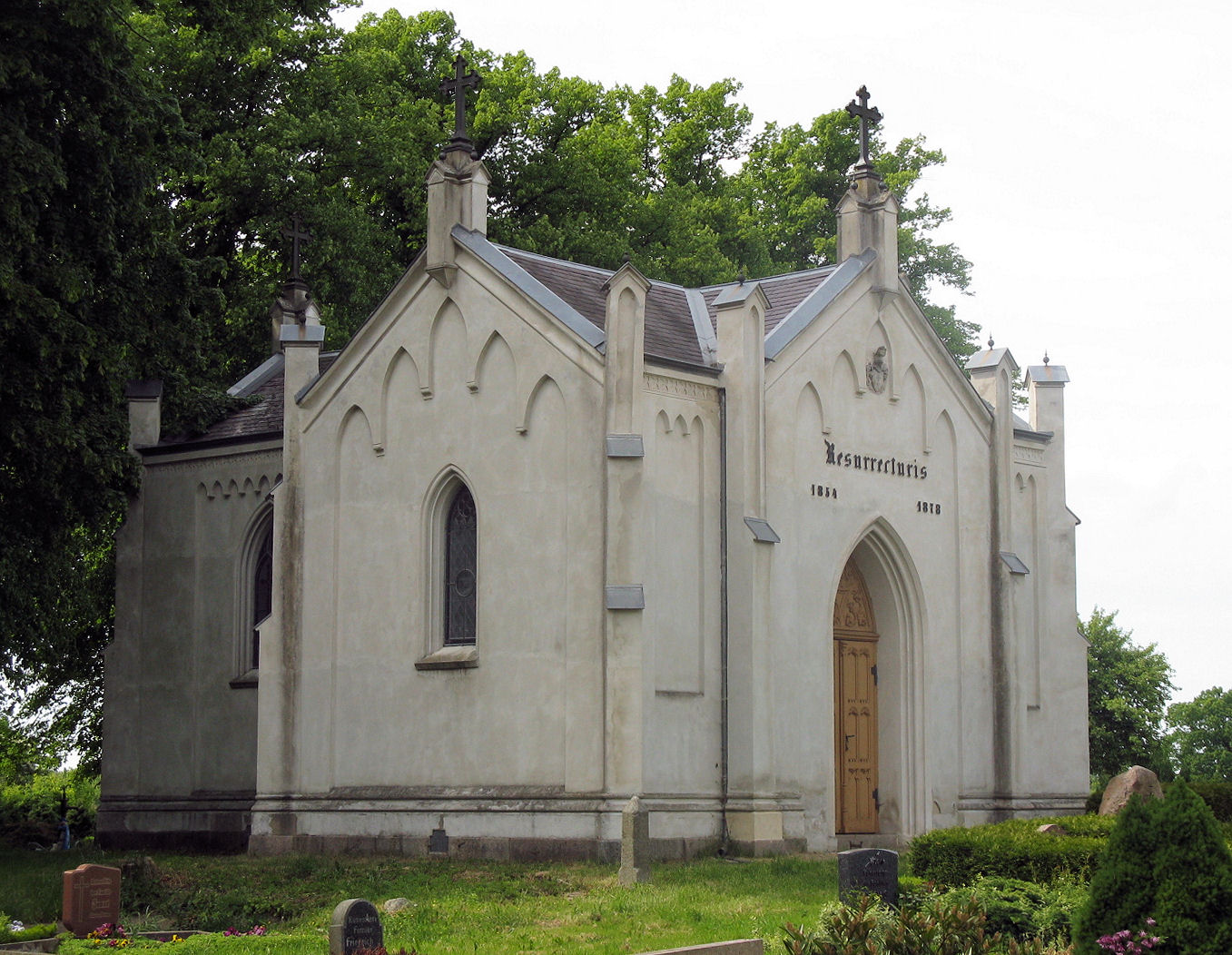
Schack-Mausoleum auf dem Kirchhof in Stralendorf

Er wurde in dem 1853 im neugotischen Stil errichteten Mausoleum auf dem Kirchhof der Patronatskirche Stralendorf beigesetzt. Zum Zeitpunkt der Volkszählung 1819 lebten in seinem Schweriner Haushalt außerdem zwei Töchter: Elise von Schack (* 1813) und Beate von Schack (* 1817).

## Auszeichnungen
- Titel Geheimer Rat (23. Dezember 1828)
- Prädikat Exzellenz (1840)
- Orden der Eisernen Krone (Österreich), Ritter I. Klasse[2]
- Dannebrogorden, Großkreuz
- Ehrenlegion, Kommandeur